# Världsmästerskapen i badminton 1977
Världsmästerskapen i badminton 1977 anordnades i Malmö, Sverige. 

## Medaljsummering
| Pl. | Nation        | Guld | Silver | Brons | Totalt |
| --- | ------------- | ---- | ------ | ----- | ------ |
| 1   | Danmark       | 3    | 1      | 1     | 5      |
| 2   | Indonesien    | 1    | 1      | 1     | 3      |
| 3   | Japan         | 1    | 0      | 1     | 2      |
| 4   | England       | 0    | 2      | 4     | 6      |
| 5   | Nederländerna | 0    | 1      | 0     | 1      |
| 6   | Sverige       | 0    | 0      | 2     | 2      |
| 7   | Skottland     | 0    | 0      | 1     | 1      |

## Resultat
| Event       | Guld                        | Silver                          | Brons                            |
| Herrsingel  | Flemming Delfs              | Svend Pri                       | Iie Sumirat                      |
| Herrsingel  | Flemming Delfs              | Svend Pri                       | Thomas Kihlström                 |
| Damsingel   | Lene Køppen                 | Gillian Gilks                   | Hiroe Yuki                       |
| Damsingel   | Lene Køppen                 | Gillian Gilks                   | Margaret Lockwood                |
| Herrdubbel  | Tjun Tjun Johan Wahjudi     | Christian Hadinata Ade Chandra  | Bengt Fröman Thomas Kihlström    |
| Herrdubbel  | Tjun Tjun Johan Wahjudi     | Christian Hadinata Ade Chandra  | Ray Stevens Mike Tredgett        |
| Damdubbel   | Etsuko Toganoo Emiko Ueno   | Joke van Beusekom Marjan Ridder | Margaret Lockwood Nora Perry     |
| Damdubbel   | Etsuko Toganoo Emiko Ueno   | Joke van Beusekom Marjan Ridder | Inge Borgstrøm Pia Nielsen       |
| Mixeddubbel | Steen Skovgaard Lene Køppen | Derek Talbot Gillian Gilks      | Mike Tredgett Nora Perry         |
| Mixeddubbel | Steen Skovgaard Lene Køppen | Derek Talbot Gillian Gilks      | Billy Gilliland Joanne Flockhart |